# Batalla de Bibracte
La batalla de Bibracte, lluitada el 58 aC, va ser una de les batalles de la Guerra de les Gàl·lies.

## Antecedents
Orgetòrix, tot i suïcidar-se en ser jutjat per traïció, va convèncer els helvecis d'emigrar, aliant-se als al·lòbroges i respectant als poderosos sèquans i hedus. El 58 aC, els helvecis van incendiar les seves ciutats i llogarets i tot el que no es van poder emportar, i van sortir del país amb els ràuracs, tulinges, latobriges i un grup de bois, avançant cap al sud-oest, es volien dirigir al país dels santons a la Garona, travessant el Roine a la regió de Ginebra a través del país dels al·lòbroges.
Els helvecis van demanar pas lliure per la Gàl·lia Narbonesa però Juli Cèsar va negar el permís i va construir una muralla al sud del Roina d'uns 30 km de llarg i uns 5 metres d'altura i aquestos no van tardar a intentar creuar la muralla construïda a correcuita per Cèsar; van travessar el riu amb barques i armadies, i van atacar la muralla de vegades de dia i altres de nit, però sempre foren rebutjats. Així que els helvecis van haver de buscar un altre camí. La segona via passava pels país dels sèquans, era un estret pas entre la serralada del Jura i el Roine. Amb la mediació del príncep edu Dumnorix el permís els fou acordat pels sèquans.
Cèsar va deixar encarregat de la vigilància del mur a Tit Labiè i va anar al nord d'Itàlia a buscar tropes de reforç, reclutant dues legions, i en va portar tres legions més dels seus quarters d'hivern a Aquileia, i amb aquestes forces va passar els Alps pel país dels voconcis, va creuar l'Isara entrant al territori dels al·lòbroges on va creuar el Roine cap al país dels segusiaves, la capital dels quals era Lugdúnum i tenien una part del seu territori a l'angle entre l'Arar i el Roine. Els helvecis creuaven l'Arar amb barques i quan tres quarts ja havien creuat, els tigurins, la quarta part que restava caigué en la batalla de l'Arar i els que es van escapar es van amagar al bosc. El cap dels tigurins, Divicó, vencedor de la batalla de Burdigala, va oferir acceptar les terres que Cèsar els assignés a canvi de la pau, però Cèsar va exigir ostatges i que es satisfessin les peticions d'hedus i al·lòbroges. Divicó, en considerar-les injustes, va rebutjar les sol·licituds i la marxa dels helvecis va continuar cap al nord uns altres 14 dies.

## Batalla

Mapa de l'oppidum de Bibracte

Juli Cèsar va mirar d'alentir la marxa de l'enemic enviant 4.000 genets sobre ells, fonamentalment eduans comandats per Dumnorix, que foren derrotats per la rereguarda dels helvecis, d'uns 500 genets, degut a la poca voluntat dels gals a combatre per les relacions amistoses de Dumnorix amb els helvecis.
Cèsar es va disposar a atacar a la resta dels helvecis, atrapant-los a poca distància de Bibracte, i quan fou informat pel comandant de la cavalleria Luci Emili que els helvecis atacaven la rereguarda, va enviar la cavalleria per retardar l'atac mentre pujava un turó i plantava la Legió VII Claudia, la Legió VIII Augusta, la Legió IX Hispana i la Legió X Gemina prop de la part inferior del vessant i la Legió XI Claudia, la Legió XII Fulminata i els auxiliars al cim amb el tren d'equipatge.
Els helvecis després d'haver foragitat la cavalleria romana i haver assegurat el seu tren d'equipatge, a migdia van atacar els romans, que van rebutjar l'assalt helveci mitjançant l'ús del pílum al voltant de 10 a 15 metres i després van passar a l'ofensiva empenyent als helvecis mil passos enrere cap al turó on havien assegurat el tren d'equipatge, perseguint a la plana i entre els turons, moment en què uns quinze mil bois i tulinges van arribar per un flanc, i per evitar ser encerclats, els romans van dirigir la tercera contra els nous assaltants, mantenint la primera i segona línies contra els helvecis. La batalla va durar fins a la caiguda de la nit i va durar diverses hores en la nit fins que els romans finalment va prendre bagatge dels helvecis i foren massacrats sense pietat.

## Conseqüències
Una filla i un fill d'Orgetorix foren fets presoners; de tres-cents mil helvecis que havien iniciat la marxa només cent trenta mil van sobreviure i es van poder escapar cap al país dels lingons; Cèsar de moment no els va seguir i es va ocupar dels ferits i dels molts presoners que havia fet, però va enviar un missatge als lingons, amenaçant-los en cas d'assistir als seus enemics, i després es va posar en marxa al seu darrere tres dies després; una delegació dels helvecis se li va presentar i li va demanar pietat; Cèsar els va dir que s'haurien d'esperar on eren i esperar que ells arribés; quant va arribar va demanar les seves armes, ostatges, i l'entrega dels esclaus que s'havien emportat o se'ls havien unit; a la nit sis mil verbigens es van escapar direcció al Rin cap a Germània, però Cèsar va ordenar al poble que dominava el territori on eren de retornar-los; sis mil homes sense armes foren retornats i sense assistència probablement van morir de gana.
Molts helvecis foren massacrats per ordre de Cèsar; només un cent deu mil helvecis i aliats van poder tornar a les seves terres i se'ls va ordenar reconstruir les seves llars, i Cèsar va ordenar als al·lòbroges d'ajudar-los amb gra fins a la primera collita ja que no volia que l'antic territori dels helvecis quedés sense ocupants perquè temia que fos ocupat per grups germànics. A les tauletes dels helvecis trobades al seu camp, escrites en caràcters grecs, s'havia registrat el nombre total d'homes que podien portar armes i que havien deixat les seves llars, un registres de nens, vells i dones; aquests tauletes donaven 36.000 tulinges, 1.400 latobriges, 23.000 rauracs, 32.000 bois, i 263.000 helvecis, és a dir en total 368.000 persones de les quals 92.000 eren guerrers.